# Italianització

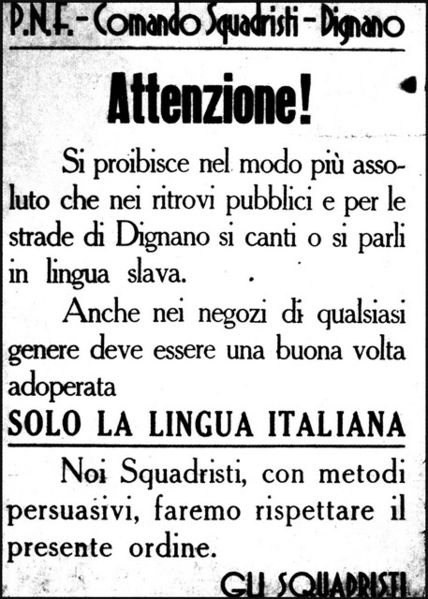
Fulletó del període de la italianització feixista on es prohibia cantar o parlar la "llengua eslava" als carrers i en llocs públics de Dignano (actualment Vodnjan, Croàcia). S'amenaçava amb l'aplicació de "mètodes persuasius".

La italianització (en italià: Italianizzazione; en croat: talijanizacija; en eslovè: poitaljančevanje; en alemany: Italianisierung; en grec: Ιταλοποίηση) és el procés d'expansió de la cultura, la societat i la llengua italiana, tant per integració com per assimilació. El terme sovint es fa servir per referir-se a la italianització organitzada pel Regne d'Itàlia feixista per forçar l'assimilació cultural i ètnica, principalment, de les poblacions natives que vivien als antics territoris austrohongaresos que es van transferir a Itàlia després de la Primera Guerra Mundial. Aquesta assimilació es va produir entre el 1922 i el 1943.

## Venezia Giulia i Dalmàcia
Pel que fa a Friül-Venècia Júlia i Dalmàcia, la majoria es va oposar a aquestes mesures, amb el suport dels clergues catòlics locals. La violència a Itàlia va començar poc després de la Primera Guerra Mundial a tot el litoral austríac, amb la crema del Narodni dom a Trieste. El principal port de l'Imperi Austríac, Trieste, va pagar un preu molt alt. Des de 1918 fins a 1945, més de 100.000 habitants de la ciutat es van veure obligats a abandonar a la ciutat: els primers van ser els 12.000 alemanys, la tercera ètnia present a la ciutat. En la burocràcia, tots els empleats no italians van perdre la feina, així com els que treballaven en el ferrocarril, substituïts per italians provinents del sud d'Itàlia. Més de 100.000 cognoms es van canviar a una forma italiana (entre els famosos, el futbolista Nereo Rocco, abans Nereo Rock, i Italo Svevo, abans Aron Hector Schmitz). Un director de cors eslovè, Lojze Bratuž, que havia liderat diversos cors en eslovè en esglésies malgrat la persecució dels eslovens a la regió de Gorizia, va ser detingut el 27 de desembre de 1936, torturat i el van obligar a beure gasolina i oli de motor. La italianització no es va limitar als cognoms: gairebé totalitat dels topònims es va canviar, moltes vegades sense respectar l'origen del nom de la localitat —com, per exemple, la transformació del nom del poble d'Opicina-Opčine a Poggioreale del Carso— i canviant gairebé tota la toponímia de la ciutat, substituint els antics noms de carrers i places amb noms d'irredemptistes o generals italians.
Durant l'administració italiana de Dalmàcia, els feixistes van fer tot el possible per italianitzar-la. Es va prohibir escoltar qualsevol emissora de radi en croat, permetent-se només l'italià. Infringir aquesta norma es castigava amb la mort. A més, croats i eslovens tenien prohibit comprar terra i propietats, la qual cosa es va assegurar amb mesures dràstiques. L'administració italiana a més va estimular el moviment de població eslava a Itàlia meridional (Pulla, Calàbria) i les colònies a Àfrica Oriental. Mentre, es van portar italians d'aquestes regions del sud per poblar Dalmàcia i Ístria. A les escoles primàries i als jardins d'infància es van col·locar professors italians per mantenir als nens sota influència italiana el dia sencer. El principal autor d'aquesta política va ser Italo Sauro, conseller personal de Benito Mussolini en matèria d'italianització. Els supervivents dels camps de concentració italians a Dalmàcia mai han rebut cap compensació d'Itàlia.

## Dodecanès
Aquesta política també va afectar els habitants del Dodecanès, conquerit per Itàlia el 1912. Encara que les illes eren majoritàriament de població grega amb una petita comunitat turca i una encara menor ladina (jueva) amb molt pocs parlants italians, els col·legis van haver de fer classe en italià i es va discriminar a l'Església ortodoxa, expressió religiosa majoritària a les illes. Aquestes mesures pretenien causar un èxode de grecs al continent per ser substituïts per una certa immigració italiana.

## Illes Jòniques
El fet que les Illes Jòniques pertanyessin a la República de Venècia i que una part dels seus habitants parlés l'italià van ser el pretext de Mussolini per annexionar aquestes illes com una província italiana més. Després de la caiguda de Grècia en 1941, els italians van passar a controlar gran part del territori grec, entre elles les Illes Jòniques. Mussolini va informar al general Carlo Geloso de la seva intenció que les Illes Jòniques es constituïssin en una província italiana a través d'una annexió de facto, però els alemanys no van aprovar aquests plans. Així i tot, les autoritats italianes van continuar preparant el terreny per a l'annexió. Finalment, el 22 d'abril de 1941, després d'àrdues converses entre els governants d'Alemanya i Itàlia, Hitler va acordar que Itàlia podria procedir a una annexió de facto de les illes.
A partir de llavors, i fins al final de la guerra, les illes van passar per una fase d'italianització en totes les àrees. L'italià va ser designat com a únic idioma oficial de les illes; es va introduir una nova moneda, el dracma jònic, amb l'objectiu de fer que el comerç amb la resta de Grècia fos impossible; es van limitar les comunicacions amb Grècia continental; als tribunals, els jutges havien d'aplicar la llei italiana quan jutjaven, i fer-ho en el nom del Rei com a la resta d'Itàlia; i les escoles van adoptar el model educatiu de la península italiana. Els esforços d'italianització a les Illes Jòniques van acabar al setembre de 1943, quan Itàlia va canviar de bàndol i va passar a donar suport als Aliats.

## Trentino-Alto Adigie
El 1939 Hitler i Mussolini van aconseguir un acord sobre l'estatus de la població alemanya que vivia a Trentino - Alto Adige, al Tirol del Sud: podien emigrar a l'Alemanya Nazi o als territoris colonitzats per aquesta a Europa de l'Est com Crimea, o romandre a Itàlia i acceptar la seva completa italianització. Com a conseqüència de l'anomenada "Opció a la província de Bolzano-Bozen", la societat del Tirol del Sud va quedar profundament dividida. Aquells que van voler quedar-se ("Dableiber"), van ser acusats de traïdors mentre que els que van marxar ("Optanten") van ser acusats de nazis. Per l'esclat de la Segona Guerra Mundial l'acord mai es va arribar a aplicar completament.

## Sardenya
Des 1720, l'illa de Sardenya s'havia convertit en una possessió d'ultramar de la Casa de Savoia, que per aquell temps ja regnava en diversos estats italians, sobretot al Piemont; els Savoia van imposar l'italià a Sardenya, sobre la qual exercien un control directe, com a part d'una política cultural més àmplia destinada a unir l'illa a la Península de manera que s'evités o bé possibles intents de separació política, basats en la llengua autòctona dels illencs, o bé un interès renovat per part d'Espanya. No obstant això, no va ser fins a l'ascens del feixisme que el sard es va convertir en un idioma activament exclòs de qualsevol manifestació cultural residual per donar suport a un canvi definitiu a l'italià, que a la fi de la segona guerra mundial es va convertir en l'idioma principal de l'illa. En poques generacions, el sard, així com el dialecte català propi de l'Alguer, s'ha convertit en una llengua minoritària apresa per un nombre cada vegada menor de famílies sardes, la majoria de les quals han optat per l'italià com a llengua d'ús quotidià. Un estudi realitzat el 2012 per la Universitat de Càller i la Universitat d'Edimburg va revelar que els entrevistats que s'oposaven enèrgicament a l'ús de l'sard s'identificaven predominantment com italians i eren també els que expressaven l'opinió més desfavorable cap a l'autonomia regional.

## Italianització del llenguatge
Durant la dècada de 1930 va haver-hi un programa d'italianització del llenguatge: es van prohibir paraules estrangeres i es van encunyar neologismes com consociazione en comptes de l'anglicisme club, giuoco della Volata o giuoco dalla palla ovale en comptes de rugbi, acquavite en comptes de brandy o de whisky, tramezzino en comptes de sandwich o es va preferir l'ús de paraules "autènticament italianes", com albergo en comptes d'hotel. De la mateixa manera, es va bandejar l'ús del pronom Lei per a la forma respectuosa de la segona persona del singular (en català, «vostè»), substituint-lo pel pronom voi (forma plural, equivalent a «vosaltres»), ja que Lei significava originàriament «ella», quelcom contrari a l'esperit del viril home feixista.